# Antoni Simon i Mossa
Antoni Simon i Mossa   (Pàdua, 22 de novembre de 1916 - Sàsser, 14 de juliol de 1971) fou un arquitecte, polític, filòleg i escriptor italià d'origen sard. Els seus avis eren algueresos i va passar molts estius a l'Alguer.

## Biografia
Simon es llicencià en arquitectura i va desenvolupar la seva activitat a Sàsser i l'Alguer, on es va interessar per l'alguerès i el sard. El 1961 fou secretari dels Jocs Florals de l'Alguer, que organitzà amb Antoni Era, Josep Giglio, Pasqual Nonis, Pasqual Scanu i Rafael Sari. Ja havia participat en els de 1951 i organitzaria també els de 1969, en el que hi participaren 24 autors algueresos.
Va compondre una gramàtica de l'alguerès, Gramàtica del Bon Pescarò, i el setembre de 1959 va crear l'Escoleta del Bon Pescador, on s'ensenyava alguerès fins a 1970 i es donava classes en català d'arqueologia, història i cultura sarda.
De 1961 a 1971 fou president del Centre d'Estudis Algueresos, del que també en fou fundador. El 1959 va fer amistat amb Pere Català i Roca, amb qui va mantenir correspondència, i el va rebre juntament amb el seu pare, Pere Català i Pic, i 150 catalans més en «lo viatge del Retrobament» que van fer en el creuer Virginia Churruca el 26 d'agost de 1960. Per a celebrar el desè aniversari d'aquest viatge, el juliol de 1970 organitzà una actuació de l'Orfeó Català a l'Alguer. També va rebre Josep Pla a Sàsser el 1962.
Alhora, va realitzar viatges d'estudis a Còrsega el 1960, on va contactar amb Petru Rocca. Durant la dècada del 1960 realitzà diferents viatges: el 1961 a Catalunya visità Jordi Pujol a la presó de Saragossa, el 1964 al País Basc i Galícia, a Occitània, Bretanya i Alsàcia el 1965, a Flandes, Gal·les i Escòcia el 1966, i a Frísia el 1967.

## Pensament
Simon es va integrar en el moviment nacionalista sard, on començà a assumir bona part dels postulats de la nova generació de sardistes d'esquerres dels anys 1960 i reinterpretà alguns arguments avançats per Camilo Bellieni reformulant el missatge autonomista tradicional. Va introduir una nova teorització nacionalista basada en la reconstrucció de la identitat ètnica de Sardenya, definida com a comunitat ètnica amb història, llengua i cultura pròpies, en perill de desaparició i assimilació. La solució per acabar amb la «colonització italiana» seria la «via sarda al socialisme», més cooperativista i proudhoniana que no pas marxista, i la independència tot seguint els models d'alliberament del Tercer Món, Irlanda, País Basc o Catalunya, per tal de formar després una federació europea de comunitats ètniques on Sardenya podria recuperar una relació privilegiada amb Catalunya i Còrsega (herència de l'antic mediterranisme), així com amb les noves nacions àrab-africanes, com l'Egipte de Gamal Abdel Nasser.
El 1964, tot i formar part del Partit Sard d'Acció (PSd'Az ), va fundar amb Giampiero Marras el Muvimentu Indipendentistigu Revolussionariu Sardu (MIRSA), i el 1966 el grup de caràcter clandestí Sardigna Libera. Amb ells va prendre força i seguidors dins el PSd'Az, configurant així una línia independentista dins el partit al Congrés d'Ocier de 1965, en el que hi convidaren com a observadors als catalans Josep Maria Batista i Roca, Ambrosi Carrion i Juan i Enric Garidou i Roig, i el basc Eneko Irigaray d'Ekin. També va mantenir contactes amb els militants de Città & Campagna per tal d'atreure'ls cap a l'independentisme. El setembre de 1966 fou escollit regidor de l'ajuntament de Port de Torres pel PSd'Az.
Paral·lelament es va interessar per la cultura en llengua sarda. El 1965 fou un dels fundadors del Grémiu Federalista de sa Comunidade Étnica Sarda «Sardigna Líbera», que organitzaria a Bosa el Primer Conveni Nacional sobre Llengua, Història i Cultura de Sardenya amb Giovanni Battista Columbu, Ferruccio Oggiano, Antonino Càmbule, Michele Zedde, Michele Columbu, Batore Corronca, Fidelino Carta, Italo Ortu, Francesco Salis i Emanuele Cau.
El 20 de maig de 1967 participà amb una delegació de Sardigna i Llibertat en el XVII Congrés Internacional de la Unió Federalista de les Comunitats Ètniques Europees (UFCEE) celebrat a Åbenrå (Dinamarca), on aconseguí el suport d'aquest organisme per a l'ensenyament del sard a l'escola. Al XVI Congrés del PSd'Az a Càller el 1968 però, no aconseguí d'imposar-se a la línia autonomista oficialista, tot i que el va moure a adoptar posicions gairebé confederalistes. Simultàniament, s'implicà en la lluita contra la instal·lació d'un complex petroquímic a Lula. També s'oposà sovint a la política turística de les autoritats locals per la seva destrucció del medi natural.
Simon va morir sobtadament d'una malaltia el 14 de juliol de 1971. Ha influït en intel·lectuals i polítics posteriors com Giovanni Lilliu, Antoni Bal·lero de Càndia, Sergio Salvi, Carles Sechi Ibba i Gustavo Buratti, i els seus plantejaments foren adoptats pels partits independentistes sards com Su Populu Sardu, Sardigna Natzione Indipendentzia i Indipendèntzia Repùbrica de Sardigna.

## Obra arquitectònica

### A l'Alguer i Fertília
- Escala del Cabirol, rampa de 670 esglaons al Cap de la Caça, vora la Cova de Neptú
- Hotel Capo Caccia, Hotel Carlos V, Hotel Porto Conte, Hotel Balear, Hotel El Faro, Hotel Corte Rosada, Hotel La Lepanto, Hotel Coral, Hotel Punta Negra i Hotel Dei Pini
- Palau de València, Palau del Sol, Ospedale Civile i Ospedale Marino, Villa Plaisant i Villa Risso
- Villa Padùla a Fertília
- Pla regulador de l'Alguer
- Aerostació de l'Aeroport d'Alguer-Fertília
- Reestructuració de la Catedral de Santa Maria, Església de Sant Francesc, cúpula de l'Església de Sant Miquel i Molí vell de Turilli
- Església de Sant Marc i el Belvedere a mar de Fertília

### A Sàsser, Stintino i Sorso
- Brefotrofio, palau Las Floridas, Bar Pirino (actual bar Maraviglia), Bar Cafezinho, Bar Aroni i la Sede dell'Automobil Club Italiano
- Cases a San Pietro in Silki
- Reestructuració de l'Església de San Sisto (Sàsser) i Església de Sant'Apollinare (Sàsser)
- Hotel Cala Reale, Villa dello Svizzero i Villa Silvestrini a Stintino
- Hotel Del Golfo i Villaggio La Plata a Platamona, reestructuració Església de San Pantaleo (Sorso), Asilo Catta, Scuole elementari i Scuole medie a Sorso

## Obra literària
- L'arquitectura gòtica catalana a Sardenya amb Adolf Florensa
- Introducció a l'estudi sobre la influència de la cultura catalana a l'illa de Sardenya (1959) premi als Jocs Florals de París
- L'impegno Sardista per una Amministrazione Democratica, Popolare e Progressista (1966)
- Considerazioni sul turismo in Sardegna, 1966
- Note sulla politica turistica (regionale), 1969
- Le ragioni dell'indipendentismo, 1969